# Lista de finais masculinas em duplas do US Open
Esta é a lista de finais masculinas em duplas do US Open.
O período de 1881–1967 refere-se à era amadora, sob o nome de U.S. National Championships. O US Open, a partir de 1968, refere-se à era profissional ou aberta.

## Por ano

### Era aberta
| Ano  | Campeões                            | Vice-campeões                              | Resultado               | Piso |
| ---- | ----------------------------------- | ------------------------------------------ | ----------------------- | ---- |
| 2024 | Max Purcell Jordan Thompson         | Kevin Krawietz Tim Pütz                    | 6–4, 7–64               |      |
| 2023 | Rajeev Ram Joe Salisbury            | Rohan Bopanna Matthew Ebden                | 2–6, 6–3, 6–4           |      |
| 2022 | Rajeev Ram Joe Salisbury            | Wesley Koolhof Neal Skupski                | 7–64, 7–5               |      |
| 2021 | Rajeev Ram Joe Salisbury            | Jamie Murray Bruno Soares                  | 3–6, 6–2, 6–2           |      |
| 2020 | Mate Pavić Bruno Soares             | Wesley Koolhof Nikola Mektić               | 7–5, 6–3                |      |
| 2019 | Juan Sebastián Cabal Robert Farah   | Marcel Granollers Horacio Zeballos         | 6–4, 7–5                |      |
| 2018 | Mike Bryan Jack Sock                | Łukasz Kubot Marcelo Melo                  | 6–3, 6–1                |      |
| 2017 | Jean-Julien Rojer Horia Tecău       | Feliciano López Marc López                 | 6–4, 6–3                |      |
| 2016 | Jamie Murray Bruno Soares           | Pablo Carreño Busta Guillermo García-López | 6–2, 6–3                |      |
| 2015 | Pierre-Hugues Herbert Nicolas Mahut | Jamie Murray John Peers                    | 6–4, 6–4                |      |
| 2014 | Bob Bryan Mike Bryan                | Marcel Granollers Marc López               | 6–4, 6–3                |      |
| 2013 | Leander Paes Radek Štěpánek         | Alexander Peya Bruno Soares                | 6–1, 6–3                |      |
| 2012 | Bob Bryan Mike Bryan                | Leander Paes Radek Štěpánek                | 6–3, 6–4                |      |
| 2011 | Jürgen Melzer Philipp Petzschner    | Mariusz Fyrstenberg Marcin Matkowski       | 6–2, 6–2                |      |
| 2010 | Bob Bryan Mike Bryan                | Rohan Bopanna Aisam-ul-Haq Qureshi         | 7–65, 7–64              |      |
| 2009 | Lukáš Dlouhý Leander Paes           | Mahesh Bhupathi Mark Knowles               | 3–6, 6–3, 6–2           |      |
| 2008 | Bob Bryan Mike Bryan                | Lukáš Dlouhý Leander Paes                  | 7–65, 7–610             |      |
| 2007 | Simon Aspelin Julian Knowle         | Lukáš Dlouhý Pavel Vízner                  | 7–5, 6–4                |      |
| 2006 | Martin Damm Leander Paes            | Jonas Björkman Max Mirnyi                  | 56–7, 6–4, 6–3          |      |
| 2005 | Bob Bryan Mike Bryan                | Jonas Björkman Max Mirnyi                  | 6–1, 6–4                |      |
| 2004 | Mark Knowles Daniel Nestor          | Leander Paes David Rikl                    | 6–3, 6–3                |      |
| 2003 | Jonas Björkman Todd Woodbridge      | Bob Bryan Mike Bryan                       | 5–7, 6–0, 7–5           |      |
| 2002 | Mahesh Bhupathi Max Mirnyi          | Jiří Novák Radek Štěpánek                  | 6–3, 3–6, 6–4           |      |
| 2001 | Wayne Black Kevin Ullyett           | Donald Johnson Jared Palmer                | 7–6, 6–2, 6–3           |      |
| 2000 | Lleyton Hewitt Max Mirnyi           | Ellis Ferreira Rick Leach                  | 6–4, 5–7, 7–6           |      |
| 1999 | Sébastien Lareau Alex O'Brien       | Mahesh Bhupathi Leander Paes               | 7–6, 6–4                |      |
| 1998 | Sandon Stolle Cyril Suk             | Mark Knowles Daniel Nestor                 | 4–6, 7–6, 6–2           |      |
| 1997 | Yevgeny Kafelnikov Daniel Vacek     | Jonas Björkman Nicklas Kulti               | 7–6, 6–3                |      |
| 1996 | Todd Woodbridge Mark Woodforde      | Jacco Eltingh Paul Haarhuis                | 4–6, 7–6, 7–6           |      |
| 1995 | Todd Woodbridge Mark Woodforde      | Alex O'Brien Sandon Stolle                 | 6–3, 6–3                |      |
| 1994 | Jacco Eltingh Paul Haarhuis         | Todd Woodbridge Mark Woodforde             | 6–3, 8–6                |      |
| 1993 | Ken Flach Rick Leach                | Martin Damm Karel Nováček                  | 6–7, 6–4, 6–2           |      |
| 1992 | Jim Grabb Richey Reneberg           | Rick Leach Kelly Jones                     | 3–6, 7–6, 6–3, 6–3      |      |
| 1991 | John Fitzgerald Anders Järryd       | Scott Davis David Pate                     | 6–3, 3–6, 6–3, 6–3      |      |
| 1990 | Pieter Aldrich Danie Visser         | Paul Annacone David Wheaton                | 6–2, 7–6, 6–2           |      |
| 1989 | John McEnroe Mark Woodforde         | Ken Flach Robert Seguso                    | 6–4, 4–6, 6–3, 6–3      |      |
| 1988 | Sergio Casal Emilio Sánchez         | Rick Leach Jim Pugh                        | w.o.                    |      |
| 1987 | Stefan Edberg Anders Järryd         | Ken Flach Robert Seguso                    | 7–6, 6–2, 4–6, 5–7, 7–6 |      |
| 1986 | Andrés Gómez Slobodan Živojinović   | Joakim Nyström Mats Wilander               | 4–6, 6–3, 6–3, 4–6, 6–3 |      |
| 1985 | Ken Flach Robert Seguso             | Henri Leconte Yannick Noah                 | 6–7, 7–6, 7–6, 6–0      |      |
| 1984 | John Fitzgerald Tomáš Šmíd          | Stefan Edberg Anders Järryd                | 7–6, 6–3, 6–3           |      |
| 1983 | Peter Fleming John McEnroe          | Fritz Buehning Van Winitsky                | 6–3, 6–4, 6–2           |      |
| 1982 | Kevin Curren Steve Denton           | Victor Amaya Hank Pfister                  | 6–2, 6–7, 5–7, 6–2, 6–4 |      |
| 1981 | Peter Fleming John McEnroe          | Heinz Günthardt Peter McNamara             | w.o.                    |      |
| 1980 | Robert Lutz Stan Smith              | Peter Fleming John McEnroe                 | 7–6, 3–6, 6–1, 3–6, 6–3 |      |
| 1979 | Peter Fleming John McEnroe          | Bob Lutz Stan Smith                        | 6–2, 6–4                |      |
| 1978 | Robert Lutz Stan Smith              | Marty Riessen Sherwood Stewart             | 1–6, 7–5, 6–3           |      |
| 1977 | Bob Hewitt Frew McMillan            | Brian Gottfried Raúl Ramírez               | 6–4, 6–0                |      |
| 1976 | Tom Okker Marty Riessen             | Paul Kronk Cliff Letcher                   | 6–4, 6–0                |      |
| 1975 | Jimmy Connors Ilie Năstase          | Tom Okker Marty Riessen                    | 6–4, 7–6                |      |
| 1974 | Robert Lutz Stan Smith              | Patricio Cornejo Jaime Fillol              | 6–3, 6–3                |      |
| 1973 | Owen Davidson John Newcombe         | Rod Laver Kenneth Rosewall                 | 7–5, 2–6, 7–5, 7–5      |      |
| 1972 | Cliff Drysdale Roger Taylor         | Owen Davidson John Newcombe                | 6–4, 7–6, 6–3           |      |
| 1971 | John Newcombe Roger Taylor          | Stan Smith Erik van Dillen                 | 6–7, 6–3, 7–6, 4–6, 7–6 |      |
| 1970 | Pierre Barthès Nikola Pilić         | Roy Emerson Rod Laver                      | 6–3, 7–6, 4–6, 7–6      |      |
| 1969 | Ken Rosewall Fred Stolle            | Charles Pasarell Dennis Ralston            | 2–6, 7–5, 13–11, 6–3    |      |
| 1968 | Robert Lutz Stan Smith              | Arthur Ashe Andrés Gimeno                  | 11–9, 6–1, 7–5          |      |

### Era amadora
| Ano  | Campeões                                | Vice-campeões                              | Resultado                 | Piso |
| ---- | --------------------------------------- | ------------------------------------------ | ------------------------- | ---- |
| 1967 | John Newcombe Tony Roche                | Bill Bowrey Owen Davidson                  | 6–8, 9–7, 6–3, 6–3        |      |
| 1966 | Roy Emerson Fred Stolle                 | Clark Graebner Dennis Ralston              | 6–4, 6–4, 6–4             |      |
| 1965 | Roy Emerson Fred Stolle                 | Frank Froehling Charles Pasarell           | 6–4, 10–12, 7–5, 7–3      |      |
| 1964 | Chuck McKinley Dennis Ralston           | Mike Sangster Graham Stilwell              | 6–3, 6–2, 6–4             |      |
| 1963 | Chuck McKinley Dennis Ralston           | Rafael Osuna Antonio Palafox               | 9–7, 4–6, 5–7, 6–3, 11–9  |      |
| 1962 | Rafael Osuna Antonio Palafox            | Chuck McKinley Dennis Ralston              | 6–4, 10–12, 1–6, 9–7, 6–3 |      |
| 1961 | Chuck McKinley Dennis Ralston           | Rafael Osuna Antonio Palafox               | 6–3, 6–4, 2–6, 13–11      |      |
| 1960 | Roy Emerson Neale Fraser                | Rod Laver Bob Mark                         | 9–7, 6–2, 6–4             |      |
| 1959 | Roy Emerson Neale Fraser                | Earl Buchholz Alex Olmedo                  | 3–6, 6–3, 5–7, 6–4, 7–5   |      |
| 1958 | Alex Olmedo Hamilton Richardson         | Sam Giammalva Barry MacKay                 | 3–6, 6–3, 6–4, 6–4        |      |
| 1957 | Ashley Cooper Neale Fraser              | Gardnar Mulloy Budge Patty                 | 4–6, 6–3, 9–7, 6–3        |      |
| 1956 | Lew Hoad Ken Rosewall                   | Ham Richardson Vic Seixas                  | 6–2, 6–2, 3–6, 6–4        |      |
| 1955 | Kosei Kamo Atsushi Miyagi               | Gerald Moss Bill Quillian                  | 6–3, 6–3, 3–6, 1–6, 6–4   |      |
| 1954 | Vic Seixas Tony Trabert                 | Lew Hoad Ken Rosewall                      | 3–6, 6–4, 8–6, 6–3        |      |
| 1953 | Rex Hartwig Mervyn Rose                 | Gardnar Mulloy Bill Talbert                | 6–4, 4–6, 6–2, 6–4        |      |
| 1952 | Mervyn Rose Vic Seixas                  | Ken McGregor Frank Sedgman                 | 3–6, 10–8, 10–8, 6–8, 8–6 |      |
| 1951 | Ken McGregor Frank Sedgman              | Don Candy Mervyn Rose                      | 10–8, 6–4, 4–6, 7–5       |      |
| 1950 | John Bromwich Frank Sedgman             | Gardnar Mulloy Bill Talbert                | 7–5, 8–6, 3–6, 6–1        |      |
| 1949 | John Bromwich Bill Sidwell              | Frank Sedgman George Worthington           | 6–4, 6–0, 6–1             |      |
| 1948 | Gardnar Mulloy William Talbert          | Frank Parker Ted Schroeder                 | 1–6, 9–7, 6–3, 3–6, 9–7   |      |
| 1947 | Jack Kramer Ted Schroeder               | William Talbert Bill Sidwell               | 6–4, 7–5, 6–3             |      |
| 1946 | Gardnar Mulloy William Talbert          | Frank Guernsey Don McNeill                 | 3–6, 6–4, 2–6, 6–3, 20–18 |      |
| 1945 | Gardnar Mulloy William Talbert          | Robert Falkenburg Jack Tuero               | 12–10, 8–10, 12–10, 6–2   |      |
| 1944 | Robert Falkenburg Don McNeill           | Francisco Segura Bill Talbert              | 7–5, 6–4, 3–6, 6–1        |      |
| 1943 | Jack Kramer Frank Parker                | David Freeman Bill Talbert                 | 6–2, 6–4, 6–4             |      |
| 1942 | Gardnar Mulloy William Talbert          | Ted Schroeder Sidney Wood                  | 9–7, 7–5, 6–1             |      |
| 1941 | Jack Kramer Ted Schroeder               | Gardnar Mulloy Wayne Sabin                 | 9–7, 6–4, 6–2             |      |
| 1940 | Jack Kramer Ted Schroeder               | Gardnar Mulloy Henry Prusoff               | 6–4, 8–6, 9–7             |      |
| 1939 | John Bromwich Adrian Quist              | John Crawford Harry Hopman                 | 8–6, 6–1, 6–4             |      |
| 1938 | Don Budge Gene Mako                     | John Bromwich Adrian Quist                 | 6–3, 6–2, 6–1             |      |
| 1937 | Henner Henkel Gottfried von Cramm       | Don Budge Gene Mako                        | 6–4, 7–5, 6–4             |      |
| 1936 | Don Budge Gene Mako                     | Wilmer Allison John Van Ryn                | 6–4, 6–2, 6–4             |      |
| 1935 | Wilmer Allison John Van Ryn             | Don Budge Gene Mako                        | 6–2, 6–3, 2–6, 3–6, 6–1   |      |
| 1934 | George Lott Lester Stoefen              | Wilmer Allison John Van Ryn                | 6–4, 9–7, 3–6, 6–4        |      |
| 1933 | George Lott Lester Stoefen              | Frank Parker Frank Shields                 | 11–13, 9–7, 9–7, 6–3      |      |
| 1932 | Keith Gledhill Ellsworth Vines          | Wilmer Allison John Van Ryn                | 6–4, 6–3, 6–2             |      |
| 1931 | Wilmer Allison John Van Ryn             | Berkeley Bell Gregory Mangin               | 6–4, 6–3, 6–2             |      |
| 1930 | John Doeg George Lott                   | Wilmer Allison John Van Ryn                | 8–6, 6–3, 3–6, 13–15, 6–4 |      |
| 1929 | John Doeg George Lott                   | Berkeley Bell Lewis White                  | 10–8, 1–6, 6–4, 6–1       |      |
| 1928 | John F. Hennessey George Lott           | John Hawkes Gerald Patterson               | 6–2, 6–1, 6–2             |      |
| 1927 | Francis Hunter Bill Tilden              | Bill Johnston R. Norris Williams           | 10–8, 6–3, 6–3            |      |
| 1926 | R. Norris Williams Vincent Richards     | Alfred Chapin Bill Tilden                  | 6–4, 6–8, 11–9, 6–3       |      |
| 1925 | R. Norris Williams Vincent Richards     | John Hawkes Gerald Patterson               | 6–2, 8–10, 6–4, 11–9      |      |
| 1924 | Howard Kinsey Robert Kinsey             | Pat O'Hara Wood Gerald Patterson           | 7–5, 5–7, 7–9, 6–3, 6–4   |      |
| 1923 | Brian Norton Bill Tilden                | R. Norris Williams Watson Washburn         | 3–6, 6–2, 6–3, 5–7, 6–2   |      |
| 1922 | Vincent Richards Bill Tilden            | Pat O'Hara Wood Gerald Patterson           | 4–6, 6–1, 6–3, 6–4        |      |
| 1921 | Vincent Richards Bill Tilden            | R. Norris Williams Watson Washburn         | 13–11, 12–10, 6–1         |      |
| 1920 | Clarence Griffin Bill Johnston          | Willis E. Davis Roland Roberts             | 6–2, 6–2, 6–3             |      |
| 1919 | Norman Brookes Gerald Patterson         | Vincent Richards Bill Tilden               | 8–6, 6–3, 4–6, 4–6, 6–2   |      |
| 1918 | Vincent Richards Bill Tilden            | Fred Alexander Beals Wright                | 6–3, 6–4, 3–6, 2–6, 6–2   |      |
| 1917 | Fred Alexander Harold Throckmorton      | Harry Johnson Irving Wright                | 11–9, 6–4, 6–4            |      |
| 1916 | Clarence Griffin Bill Johnston          | Ward Dawson Maurice McLoughlin             | 6–4, 6–3, 5–7, 6–3        |      |
| 1915 | Clarence Griffin Bill Johnston          | Tom Bundy Maurice McLoughlin               | 2–6, 6–3, 6–4, 3–6, 6–3   |      |
| 1914 | Thomas Bundy Maurice McLoughlin         | George Church Dean Mathey                  | 6–4, 6–2, 6–4             |      |
| 1913 | Thomas Bundy Maurice McLoughlin         | Clarence Griffin John Strachan             | 6–4, 7–5, 6–1             |      |
| 1912 | Thomas Bundy Maurice McLoughlin         | Raymond Little Gus Touchard                | 3–6, 6–2, 6–1, 7–5        |      |
| 1911 | Raymond Little Gus Touchard             | Fred Alexander Harold Hackett              | 7–5, 13–15, 6–2, 6–4      |      |
| 1910 | Fred Alexander Harold Hackett           | Tom Bundy Trowbridge Hendrick              | 6–1, 8–6, 6–3             |      |
| 1909 | Fred Alexander Harold Hackett           | George Janes Maurice McLoughlin            | 6–4, 6–4, 6–0             |      |
| 1908 | Fred Alexander Harold Hackett           | Raymond Little Beals Wright                | 6–1, 7–5, 6–2             |      |
| 1907 | Fred Alexander Harold Hackett           | Bryan M. Grant Nat Thornton                | 6–2, 6–1, 6–1             |      |
| 1906 | Holcombe Ward Beals Wright              | Fred Alexander Harold Hackett              | 6–3, 3–6, 6–3, 6–3        |      |
| 1905 | Holcombe Ward Beals Wright              | Fred Alexander Harold Hackett              | 6–4, 6–4, 6–1             |      |
| 1904 | Holcombe Ward Beals Wright              | Kreigh Collins Raymond Little              | 1–6, 6–2, 3–6, 6–4, 6–1   |      |
| 1903 | Lawrence Doherty Reginald Doherty       | Kreigh Collins L. Harry Waidner            | 7–5, 6–3, 6–3             |      |
| 1902 | Lawrence Doherty Reginald Doherty       | Dwight F. Davis Holcombe Ward              | 11–9, 12–10, 6–4          |      |
| 1901 | Dwight Davis Holcombe Ward              | Leo Ware Beals Wright                      | 6–3, 9–7, 6–1             |      |
| 1900 | Dwight Davis Holcombe Ward              | Fred Alexander Raymond Little              | 6–4, 9–7, 12–10           |      |
| 1899 | Dwight Davis Holcombe Ward              | George Sheldon Leo Ware                    | 6–4, 6–4, 6–3             |      |
| 1898 | George Sheldon Leo Ware                 | Dwight F. Davis Holcombe Ward              | 1–6, 7–5, 6–4, 4–6, 7–5   |      |
| 1897 | George Sheldon Leo Ware                 | Harold Mahony Harold Nisbet                | 11–13, 6–2, 9–7, 1–6, 6–1 |      |
| 1896 | Carr Neel Sam Neel                      | Malcolm Chance Robert Wrenn                | 6–3, 1–6, 6–1, 3–6, 6–1   |      |
| 1895 | Malcolm Chace Robert Wrenn              | Clarence Hobart Fred Hovey                 | 7–5, 6–1, 8–6             |      |
| 1894 | Clarence Hobart Fred Hovey              | Carr Neel Sam Neel                         | 6–3, 8–6, 6–1             |      |
| 1893 | Clarence Hobart Fred Hovey              | Oliver Campbell Bob Huntington             | 6–3, 6–4, 4–6, 6–2        |      |
| 1892 | Oliver Campbell Robert Huntington       | Valentine Hall Edward L. Hall              | 6–4, 6–2, 4–6, 6–3        |      |
| 1891 | Oliver Campbell Robert Huntington       | Valentine Hall Clarence Hobart             | 6–3, 6–4, 8–6             |      |
| 1890 | Valentine Hall Clarence Hobart          | Charles Carver John Ryerson                | 6–3, 4–6, 6–2, 2–6, 6–3   |      |
| 1889 | Henry Slocum Howard Taylor              | Oliver Campbell Valentine Hall             | 6–1, 6–3, 6–2             |      |
| 1888 | Oliver Campbell Valentine Hall          | Clarence Hobart Edward MacMullen           | 6–4, 6–2, 6–2             |      |
| 1887 | James Dwight Richard Sears              | Henry Slocum Howard Taylor                 | 6–4, 3–6, 2–6, 6–3, 6–3   |      |
| 1886 | James Dwight Richard Sears              | Godfrey Brinley Howard Taylor              | 7–5, 5–7, 7–5, 6–4        |      |
| 1885 | Joseph Clark Richard Sears              | Wallace P. Knapp Henry Slocum              | 6–3, 6–0, 6–2             |      |
| 1884 | James Dwight Richard Sears              | W.V.R. Berry Alexander Van Rensselaer      | 6–4, 6–1, 8–10, 6–4       |      |
| 1883 | James Dwight Richard Sears              | Arthur E. Newbold Alexander Van Rensselaer | 6–0, 6–2, 6–2             |      |
| 1882 | James Dwight Richard Sears              | George M. Smith Crawford Nightingale       | 6–2, 6–4, 6–4             |      |
| 1881 | Clarence Clark Frederick Winslow Taylor | Arthur E. Newbold Alexander Van Rensselaer | 6–5, 6–4, 6–5             |      |

Pisos: 
      Duro 
      Saibro 
      Grama 
      Carpete 